# USS Minnesota (SSN-783)
USS Minnesota (SSN-783) – amerykański okręt podwodny z napędem jądrowym typu Virginia, należący konstrukcyjnie do drugiej transzy jednostek pierwszej generacji tego typu Batch 1 Block II. Jego budowę rozpoczęto 20 maja 2011 roku w stoczni Newport News. 24 maja 2012 roku ukończono spawanie kadłuba okrętu. 27 października 2012 roku miał miejsce oficjalny chrzest okrętu jako USS Minnesota (SSN-783). Jest to trzeci okręt noszący nazwę USS "Minnesota".